# Steenwerck

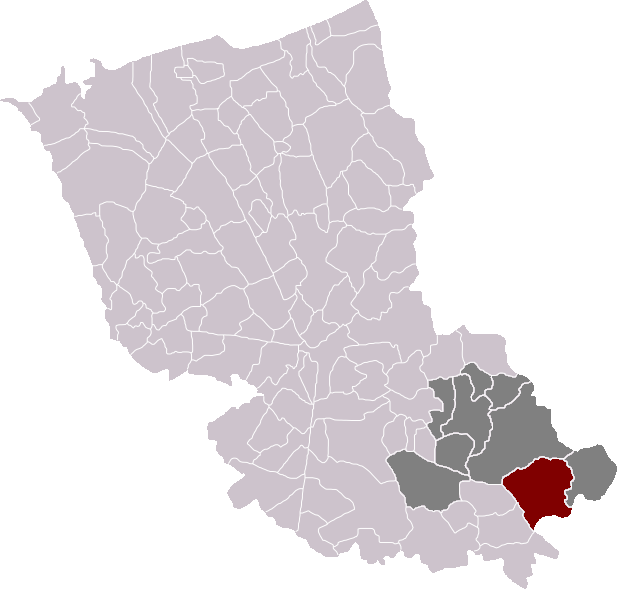
Localització de Steenwerck

Steenwerck  (en neerlandès Steenwerk) és un municipi francès, situat a la regió dels Alts de França, al departament del Nord, que forma part de la Westhoek. L'any 2006 tenia 3.414 habitants. Limita al nord amb Bailleul, a l'oest amb Le Doulieu, a l'est amb Nieppe, al sud-oest amb Estaires, al sud amb Sailly-sur-la-Lys i al sud-est amb Erkegem aan de Leie.

## Demografia
| Evolució de la població |       |       |       |       |       |       |       |       |
| 1793                    | 1800  | 1806  | 1821  | 1831  | 1836  | 1841  | 1846  | 1851  |
| 4 415                   | 4 962 | 4 473 | 4 580 | 4 747 | 4 784 | 4 789 | 4 761 | 4 800 |

| 1856  | 1861  | 1866  | 1872  | 1876  | 1881  | 1886  | 1891  | 1896  |
| ----- | ----- | ----- | ----- | ----- | ----- | ----- | ----- | ----- |
| 4 760 | 4 786 | 4 659 | 4 465 | 4 309 | 4 229 | 4 010 | 4 014 | 4 056 |

| 1901  | 1906  | 1911  | 1921  | 1926  | 1931  | 1936  | 1946  | 1954  |
| ----- | ----- | ----- | ----- | ----- | ----- | ----- | ----- | ----- |
| 4 005 | 4 003 | 3 700 | 3 335 | 3 220 | 3 123 | 3 039 | 3 128 | 3 092 |

| 1962  | 1968  | 1975  | 1982  | 1990  | 1999  | 2006 | 2011 | 2016 |
| ----- | ----- | ----- | ----- | ----- | ----- | ---- | ---- | ---- |
| 3 051 | 3 172 | 2 990 | 3 084 | 3 085 | 3 263 | -    | -    | -    |

| 2019 | - | - | - | - | - | - | - | - |
| ---- | - | - | - | - | - | - | - | - |
| -    | - | - | - | - | - | - | - | - |

## Administració
| Període   | Identitat        | Partit |
| --------- | ---------------- | ------ |
| 1959-2008 | Maurice Declercq |        |
| 2008-     | Joël Devos       |        |

## Agermanaments
- Hemer (Rin del Nord-Westfàlia)